# Zawadka (powiat myślenicki)
Zawadka – wieś w Polsce położona w województwie małopolskim, w powiecie myślenickim, w gminie Tokarnia.
| SIMC    | Nazwa        | Rodzaj     |
| ------- | ------------ | ---------- |
| 0339402 | Janicki      | część wsi  |
| 0339483 | Jaworzyny    | przysiółek |
| 0339419 | Jugi         | część wsi  |
| 0339425 | Kobiałki     | część wsi  |
| 0339431 | Kotarby      | część wsi  |
| 0339448 | Mosny        | część wsi  |
| 0339454 | Oleksy       | część wsi  |
| 0339460 | Pękale       | część wsi  |
| 0339477 | Tajsowa Rola | część wsi  |

W latach 1975–1998 miejscowość należała administracyjnie do województwa krakowskiego.
Podczas okupacji niemieckiej w okresie II wojny światowej ludność wsi udzielała pomocy polskim i radzieckim oddziałom partyzanckim. 29 listopada 1944 doszło do walki Niemców z oddziałem partyzanckim, który zatrzymał się we wsi, zakończonej wycofaniem się partyzantów do lasów i zabiciem przez Niemców kilku mieszkańców. 4 grudnia 1944 Niemcy dokonali pacyfikacji wsi, paląc domy i zabijając dalszych mieszkańców (15 zabitych, według tablicy na pomniku). Uchwałą Prezydium Krajowej Rady Narodowej z 6 września 1946 Gromada Zawadka została odznaczona Orderem Krzyża Grunwaldu III klasy za okazywaną pomoc oddziałom partyzanckim w okresie okupacji.